# Glomerellaceae
Famille
Les Glomerellaceae sont une famille de champignons de la sous-classe des Sordariomycetidae. 

## Liste des genres
Selon Catalogue of Life (29 septembre 2014) :
- genre Blennorella
- genre Colletotrichum
- genre Ellisiellina
- genre Glomerella
- genre Haplothecium
- genre Peresia
- genre Schizotrichella
- genre Vermicularia

## Liste des genres, espèces, sous-espèces, variétés, formes et non-classés
Selon NCBI (29 septembre 2014) :
- genre Glomerella
  - Glomerella cingulata
    - variété Glomerella cingulata var. orbiculare
    - forme Colletotrichum gloeosporioides f. sp. aeschynomenes
    - forme Colletotrichum gloeosporioides f. sp. malvae
    - forme Colletotrichum gloeosporioides f. sp. ortheziidae
    - forme Glomerella cingulata f. sp. camelliae

  - Glomerella glycines
  - Glomerella magna
  - Glomerella miyabeana
  - Glomerella septospora
  - Glomerella truncata
  - Glomerella tucumanensis
- non-classé mitosporic Glomerellaceae
  - genre Colletotrichum
    - Colletotrichum acerbum
    - Colletotrichum acutatum
    - Colletotrichum aenigma
    - Colletotrichum aeschynomenes
    - Colletotrichum agaves
    - Colletotrichum alatae
    - Colletotrichum alcornii
    - Colletotrichum alienum
    - Colletotrichum ampelinum
    - Colletotrichum annellatum
    - Colletotrichum anthrisci
    - Colletotrichum aotearoa
    - Colletotrichum arxii
    - Colletotrichum asianum
    - Colletotrichum australe
    - Colletotrichum axonopodi
    - Colletotrichum beeveri
    - Colletotrichum bidentis
    - Colletotrichum bletillum
    - Colletotrichum boninense
    - Colletotrichum brasiliense
    - Colletotrichum brassicae
    - Colletotrichum brassicicola
    - Colletotrichum brevisporum
    - Colletotrichum brisbanense
    - Colletotrichum camelliae
    - Colletotrichum capsici
    - Colletotrichum carthami
    - Colletotrichum caudasporum
    - Colletotrichum caudatum
    - Colletotrichum cereale
    - Colletotrichum chlorophyti
    - Colletotrichum chrysanthemi
    - Colletotrichum circinans
    - Colletotrichum citri
    - Colletotrichum citricola
    - Colletotrichum clavatum
    - Colletotrichum clidemiae
    - Colletotrichum cliviae
    - Colletotrichum coccodes
    - Colletotrichum coffeanum
    - Colletotrichum colombiense
    - Colletotrichum constrictum
    - Colletotrichum cordylinicola
    - Colletotrichum cosmi
    - Colletotrichum costaricense
    - Colletotrichum crassipes
    - Colletotrichum curcumae
    - Colletotrichum cuscutae
    - Colletotrichum cymbidiicola
    - Colletotrichum dacrycarpi
    - Colletotrichum dematium
    - Colletotrichum destructivum
    - Colletotrichum dracaenophilum
    - Colletotrichum duyunensis
    - Colletotrichum echinochloae
    - Colletotrichum eleusines
    - Colletotrichum endophytica
    - Colletotrichum endophytum
    - Colletotrichum eremochloae
    - Colletotrichum euphorbiae
    - Colletotrichum excelsum-altitudum
    - Colletotrichum fioriniae
      - non-classé Colletotrichum fioriniae MH 18
      - non-classé Colletotrichum fioriniae PJ7

    - Colletotrichum fragariae
    - Colletotrichum fructi
    - Colletotrichum fructicola
    - Colletotrichum fructivorum
    - Colletotrichum fuscum
    - Colletotrichum gigasporum
    - Colletotrichum gloeosporioides
      - non-classé Colletotrichum gloeosporioides 23
      - non-classé Colletotrichum gloeosporioides Cg-14
      - non-classé Colletotrichum gloeosporioides HBCg01
      - non-classé Colletotrichum gloeosporioides Nara gc5

    - Colletotrichum godetiae
    - Colletotrichum gossypii
      - variété Colletotrichum gossypii var. cephalosporioides

    - Colletotrichum graminicola
      - non-classé Colletotrichum graminicola CBS 113173
      - non-classé Colletotrichum graminicola DSMZ 63127
      - non-classé Colletotrichum graminicola iJAB2
      - non-classé Colletotrichum graminicola LARS 318
      - non-classé Colletotrichum graminicola M1.001
      - non-classé Colletotrichum graminicola MAFF 511343
      - non-classé Colletotrichum graminicola NRRL 13649
      - non-classé Colletotrichum graminicola NRRL 47511

    - Colletotrichum grevilleae
    - Colletotrichum guajavae
    - Colletotrichum guizhouensis
    - Colletotrichum hanaui
    - Colletotrichum hemerocallidis
    - Colletotrichum higginsianum
      - non-classé Colletotrichum higginsianum IMI 349063

    - Colletotrichum hippeastri
    - Colletotrichum horii
    - Colletotrichum hsienjenchang
    - Colletotrichum hymenocallidis
    - Colletotrichum ignotum
    - Colletotrichum incarnatum
    - Colletotrichum indonesiense
    - Colletotrichum jacksonii
    - Colletotrichum jasmini-sambac
    - Colletotrichum jasminigenum
    - Colletotrichum johnstonii
    - Colletotrichum kahawae
      - sous-espèce Colletotrichum kahawae subsp. ciggaro
      - sous-espèce Colletotrichum kahawae subsp. kahawae

    - Colletotrichum karstii
    - Colletotrichum kinghornii
    - Colletotrichum lagenaria
    - Colletotrichum laticiphilum
    - Colletotrichum lilii
    - Colletotrichum limetticola
    - Colletotrichum lindemuthianum
    - Colletotrichum lineola
    - Colletotrichum lini
    - Colletotrichum linicola
    - Colletotrichum liriopes
    - Colletotrichum lupini
      - variété Colletotrichum lupini var. lupini
      - variété Colletotrichum lupini var. setosum

    - Colletotrichum magnisporum
    - Colletotrichum malvarum
    - Colletotrichum melanocaulon
    - Colletotrichum melonis
    - Colletotrichum metake
    - Colletotrichum miscanthi
    - Colletotrichum musae
    - Colletotrichum navitas
    - Colletotrichum nicholsonii
    - Colletotrichum nicotianae
    - Colletotrichum nigrum
    - Colletotrichum novae-zelandiae
    - Colletotrichum nupharicola
    - Colletotrichum nymphaeae
    - Colletotrichum ochracea
    - Colletotrichum oncidii
    - Colletotrichum orbiculare
      - non-classé Colletotrichum orbiculare MAFF 240422

    - Colletotrichum orchidearum
    - Colletotrichum orchidophilum
    - Colletotrichum panacicola
    - Colletotrichum parsonsiae
    - Colletotrichum paspali
    - Colletotrichum paxtonii
    - Colletotrichum petchii
    - Colletotrichum phaseolorum
    - Colletotrichum phormii
    - Colletotrichum phyllanthi
    - Colletotrichum pisi
    - Colletotrichum proteae
    - Colletotrichum pseudoacutatum
    - Colletotrichum pseudomajus
    - Colletotrichum psidii
    - Colletotrichum pyricola
    - Colletotrichum queenslandicum
    - Colletotrichum radicis
    - Colletotrichum rhexiae
    - Colletotrichum rhombiforme
    - Colletotrichum ricini
    - Colletotrichum rusci
    - Colletotrichum salicis
    - Colletotrichum salsolae
    - Colletotrichum sansevieriae
    - Colletotrichum scovillei
    - Colletotrichum siamense
    - Colletotrichum sidae
    - Colletotrichum simmondsii
    - Colletotrichum sloanei
    - Colletotrichum spaethianum
    - Colletotrichum spinaciae
    - Colletotrichum spinosum
    - Colletotrichum sublineola
    - Colletotrichum tabaci
    - Colletotrichum tamarilloi
    - Colletotrichum tanaceti
    - Colletotrichum tebeestii
    - Colletotrichum temperatum
    - Colletotrichum theobromicola
    - Colletotrichum ti
    - Colletotrichum tofieldiae
    - Colletotrichum torulosum
    - Colletotrichum trichellum
    - Colletotrichum trifolii
    - Colletotrichum tropicale
    - Colletotrichum tropicicola
    - Colletotrichum truncatum
    - Colletotrichum verruculosum
    - Colletotrichum vietnamense
    - Colletotrichum viniferum
    - Colletotrichum walleri
    - Colletotrichum xanthorrhoeae
    - Colletotrichum yunnanense
    - Colletotrichum zoysiae